# Azorín

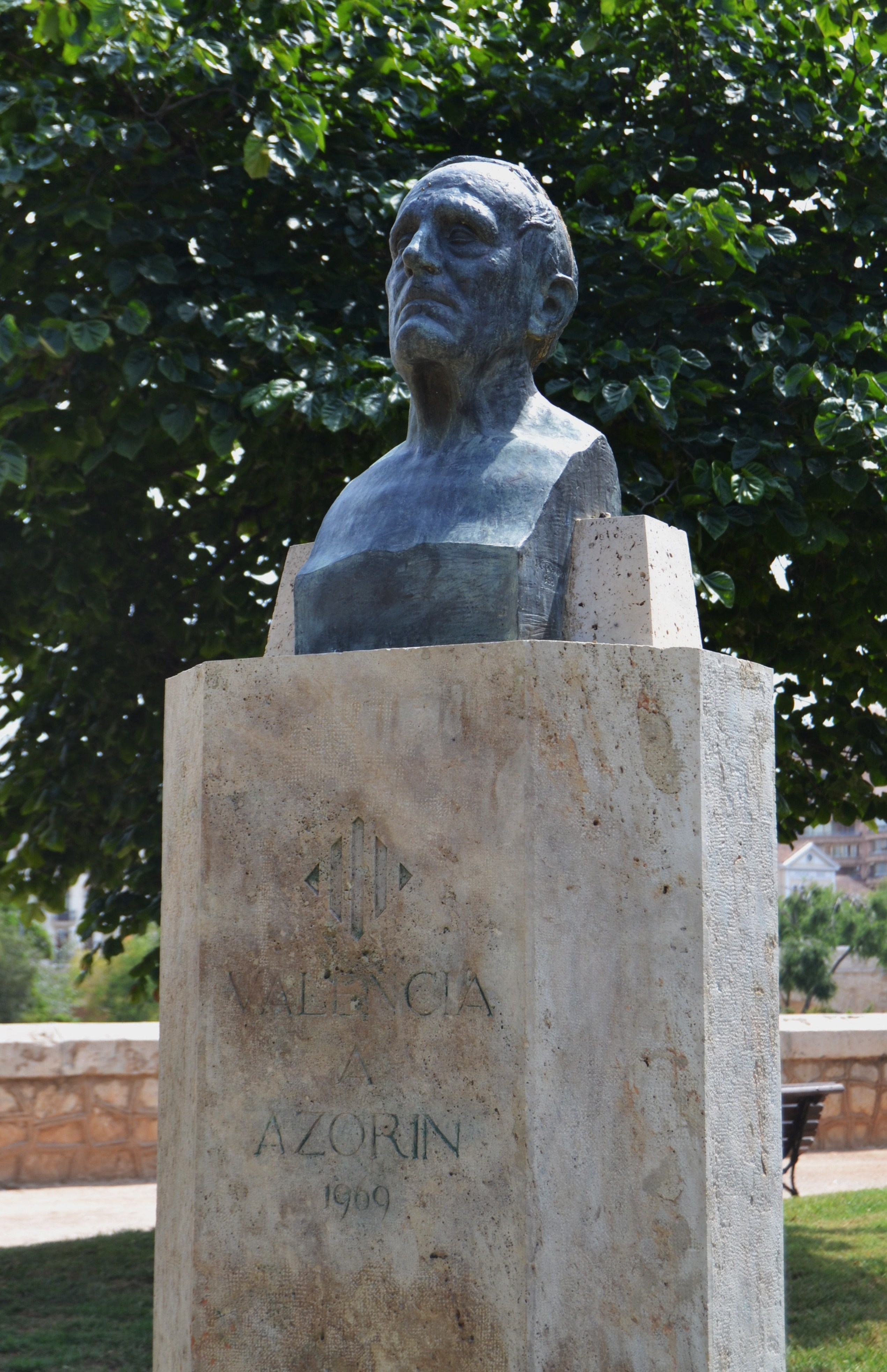
Pomník Azorína ve Valencii

Azorín (vl. jménem José Augusto Trinidad Martínez Ruiz; 8. června 1873, Monóvar (Provincie Alicante) – 2. března 1967, Madrid) byl španělský spisovatel uskupení zvaného Generace 1898, literární kritik a také politik.

## Biografie
Azorín se narodil jako nejstarší syn z devíti dětí konzervativnímu advokátu a statkáři v Monóvaru. Po studiu na gymnáziu studoval v letech 1888–1896 práva ve Valencii. V mládí se zajímal o filozofii. Překládal díla anarchistických autorů, kterými byli např. Maurice Maeterlinck, nebo Petr Kropotkin. Roku 1895 uveřejnil také sám dvě eseje (Anarquistas literarios, Notas sociales). Závěrečné zkoušky složil v Granadě a Salamance, avšak více než studium ho zajímalo divadlo.
V roce 1896 odešel kvůli studiu do Madridu. Pracoval zde jako novinář, překladatel a literární kritik. Podepisoval se pod pseudonymy Cándido, Ahrimán, Charivari, nebo Este. Ve své autobiograficky laděné románové trilogii La voluntad, Antonio Azorín a Las confesiones de un pequeño filósofo, která byla uveřejněna v letech 1902–1904, pojmenoval hlavní postavu jménem, jejíž jméno později sám užíval jako pseudonym „Azorín“. Roku 1908 se oženil s Julií Guindou Urzanquiou, s níž neměl děti.
Podnikl několik cest po Španělsku, zabýval se španělským literárním obdobím zvaným Siglo de Oro. V roce 1924 byl zvolen členem Španělské královské akademie (RAE), o 70 let později o něm hovořil při svém inauguračním projevu právě do RAE peruánský prozaik Mario Vargas Llosa.
Když ve Španělsku roku 1936 vypukla občanská válka, utekl se svojí ženou z Madridu a usadil se ve Francii. Po skončení občanské války se navrátil zpět do Španělska. Zemřel ve věku 93 let jako jeden z posledních představitelů 'Generace 98'.

### České překlady ze španělštiny
- Pod španělským sluncem (orig. 'Los pueblos'). Praha: Odeon, 1981. 169 S. Překlad: Josef Forbelský
- Zavřený dům: Obrazy a siluety (orig. 'La casa cerrada'). 1. vyd. Brno: Jan Václav Pojer, 1944. 105 S. Překlad: Zdeněk Šmíd